# Tchervone
Tchervone (en ukrainien : Червоне) ou Tchervonoïe (en russe : Червоное) est une commune urbaine de l'oblast de Jytomyr, en Ukraine. Sa population s'élevait à 2 763 habitants en 2021.

## Géographie
Tchervone est arrosée par la rivière Poustokha et se trouve à 12 km au sud-est d'Androuchivka, à 36 km au sud de Jytomyr et à 129 km au sud-ouest de Kiev.

## Histoire
La première mention écrite du village de Tchervone remonte à 1737. Tchervone a le statut de commune urbaine depuis 1938. Le village était autrefois desservi par un chemin de fer à voie étroite pour les besoins d'une sucrerie, une ligne qui était connectée à la ligne principale Kiev - Koziatyn (oblast de Vinnytsia). Le chemin de fer à voie étroite a été démantelé et la gare ferroviaire la plus proche se trouve désormais à Androuchivka.

## Population
Recensements (*) ou estimations de la population :
| 1959* | 1970* | 1979* | 1989* | 2001* |
| ----- | ----- | ----- | ----- | ----- |
| 2 793 | 2 978 | 2 621 | 2 366 | 2 974 |

| 2009  | 2010  | 2011  | 2012  | 2013  |
| ----- | ----- | ----- | ----- | ----- |
| 2 953 | 2 940 | 2 913 | 2 894 | 2 874 |

| 2021  | - | - | - | - |
| ----- | - | - | - | - |
| 2 763 | - | - | - | - |

## Transports
Par la route, Tchervone se trouve à 18 km d'Androuchivka, à 43 km de Jytomyr.

## Honneur
L'astéroïde (199986) Tchervone, découvert à l'Observatoire astronomique d'Androuchivka, est nommé en l'honneur de la localité.